# Саут-Вудбері Тауншип (округ Бедфорд, Пенсільванія)
Саут-Вудбері Тауншип (англ. South Woodbury Township) — селище (англ. township) в США, в окрузі Бедфорд штату Пенсільванія. Населення — 2083 особи (2020).

## Демографія
Згідно з переписом 2010 року, у селищі мешкало 2155 осіб у 763 домогосподарствах у складі 620 родин. Було 824 помешкання
Расовий склад населення:
| - 98,9 % — білих - 0,4 % — чорних або афроамериканців - 0,2 % — азіатів |

До двох чи більше рас належало 0,4 %. Частка іспаномовних становила 0,0 % від усіх жителів.
За віковим діапазоном населення розподілялося таким чином: 28,1 % — особи молодші 18 років, 57,7 % — особи у віці 18—64 років, 14,2 % — особи у віці 65 років та старші. Медіана віку мешканця становила 37,6 року. На 100 осіб жіночої статі у селищі припадало 99,7 чоловіків;  на 100 жінок у віці від 18 років та старших — 99,0 чоловіків також старших 18 років.
Середній дохід на одне домашнє господарство  становив 60 416 доларів США (медіана — 53 684), а середній дохід на одну сім'ю — 67 166 доларів (медіана — 58 696). За межею бідності перебувало 11,2 % осіб, у тому числі 16,8 % дітей у віці до 18 років та 7,9 % осіб у віці 65 років та старших.
Цивільне працевлаштоване населення становило 923 особи. Основні галузі зайнятості: освіта, охорона здоров'я та соціальна допомога — 18,6 %, роздрібна торгівля — 15,9 %, виробництво — 14,4 %.